# Шидловцы (Тернопольская область)
Шидловцы (укр. Шидлівці) — село в Гусятинской поселковой общине Чортковского района Тернопольской области Украины.
До 2020 года входило в Гусятинский район.
Код КОАТУУ — 6121687002. Население по переписи 2001 года составляло 241 человек.

## Географическое положение
Село Шидловцы находится на правом берегу реки Збруч, выше по течению на расстоянии в 2 км расположено село Боднаровка, на противоположном берегу — село Шидловцы.

## История
- 1420 год — дата основания.

## Объекты социальной сферы
- Клуб.
- Фельдшерско-акушерский пункт.

## Достопримечательности
- Братская могила советских воинов.